# Henning J. Claassen
Henning Jörg Claassen (* 4. Februar 1944 in Lüneburg) ist ein deutscher Unternehmer. 

## Leben
Nach seiner Ausbildung als Industriekaufmann buchte er mit 20 Jahren eine Frachterpassage nach Kalifornien. Dort legte er den High-School-Abschluss ab und absolvierte ein Wirtschafts-/Psychologie-Studium, das er sich  mit dem Reparieren von Büromaschinen selbst verdiente.
1967 kehrte er nach Lüneburg zurück und gründete 1971 sein erstes Unternehmen und 1973 die Meltex GmbH. Das Maschinenbau-Unternehmen mit 240 Mitarbeitern in Lüneburg, 50 Mitarbeitern in Atlanta/USA, weltweiten Handelsvertretungen und einem Umsatz von 30 Millionen Euro verkaufte er 1989 an die amerikanische Firmengruppe Nordson Corporation. 1983 gründete er die Impreglon-Gruppe, entstanden aus einem Beschichtungsbetrieb von Meltex und wandelte sie nach 1989 sukzessive zu einem internationalen Dienstleistungsunternehmen für Oberflächentechnik mit 37 Standorten in 15 Ländern. 2006 erfolgte der Börsengang und 2014 der Verkauf an niederländische Aalberts-Gruppe.
1989 eröffnete Claassen nach zweijähriger Bauphase das „Hotel Bergström“ in Lüneburg, welches er in den Folgejahren zu einem Hotelensemble mit 131 Zimmern weiter ausbaute. Es ist seit 2006 Schauplatz der Telenovela „Rote Rosen“. Ende 2017 verkaufte Claasen seinen Besitz des Bergströms an eine Hotelgruppe.
Im Februar 2010 eröffnete er nach zweijähriger aufwändiger Restauration das Hotel „Altes Kaufhaus“, sein zweites im historischen Wasserviertel der Stadt. Im gleichen Jahr folgte dann noch die Eröffnung der Galerie im Alten Kaufhaus mit seiner privaten Sammlung zeitgenössischer Kunst.   
Nach einer aufwendigen Komplettrenovierung eröffnete er 2015 das „Relais & Chateau Parkhotel de Wiemsel“ im niederländischen Ootmarsum. 2017 folgte dann ebenfalls nach einer Komplettrenovierung die Neueröffnung des historischen Ausflugslokals „Forsthaus Rote Schleuse“ in Lüneburg.
Sozial engagiert Claassen sich als Förderer junger Unternehmensgründer und junger Talente im kulturellen Bereich, als Sponsor eines Waisenheimes von Tsunami-Opfern in Indien, Gründer und Sponsor der Initiative „Schützt die Opfer“, als langjähriger Vorstandsvorsitzender der Bürgerstiftung St. Nicolai in seiner Heimatstadt. Er ist aktiver Förderer der Leuphana Universität Lüneburg und engagiert sich in Unterstützungsprojekten für Studenten.
2017 wurde Claassen zum Ehrenbürger der Stadt Lüneburg ernannt.
2022 eröffnete er in Lüneburg die von ihm geschaffene Kunstsammlung Henning J. Claassen als neu errichtetes Museum für moderne Kunst.

## Unternehmen
- 1971–1989 Meltex Gruppe
- 1989 Claassen Holding Gruppe

## Auszeichnungen
- 1995 Auszeichnung der Stadt Lüneburg für die Verschönerung des Stadtbildes und die Sanierung alter Bausubstanzen
- 2003 Verdienstkreuz am Bande des Niedersächsischen Verdienstordens[8]
- 2004 Bürger des Jahres 2004, Auszeichnung des Bürgervereins Lüneburg[8]
- 2017 Ehrenbürger der Hansestadt Lüneburg[7]